# 3710-es busz
A 3710-es jelzésű autóbuszvonal Miskolc, Szikszó és Homrogd között húzódó regionális vonal, amelyet a MÁV Személyszállítási Zrt. üzemeltet.

## Útvonala
A miskolci autóbusz-állomásról indul. A 3-as főúton indul el Szikszó irányába a Zsolcai kapun keresztül. A Gömöri felüljárón, a miskolci Volán- és MVK-telep szomszédságában közlekedik, eközben a Sajó folyót keresztezi, illetve több bevásárlóközpont mellett vezet útja. Az M30-as autópálya alatt átmegy, majd elhagyja a megyeszékhelyet.
Északkeleti irányban elhalad a felsőzsolcai ipari park közelében, illetve hosszú egyenesen át ér első településére, Szikszóra. A Hell üzemei mentén a városi gimnáziumnál a központba hajt, a legnagyobb forgalmat lebonyolító Táncsics utcai megállóban ágaznak el a helyben végállomásozó járatok, egészen a szikszói kórházig közlekednek. A homrogdi buszok a határban futó autópálya alatt hagyják el az egykoron nagyközséget. A Csereháthoz közeledve Alsóvadász következik, ahol munkanapokon a buszvonal egyik törzsjárműve tölti éjszakáját. 

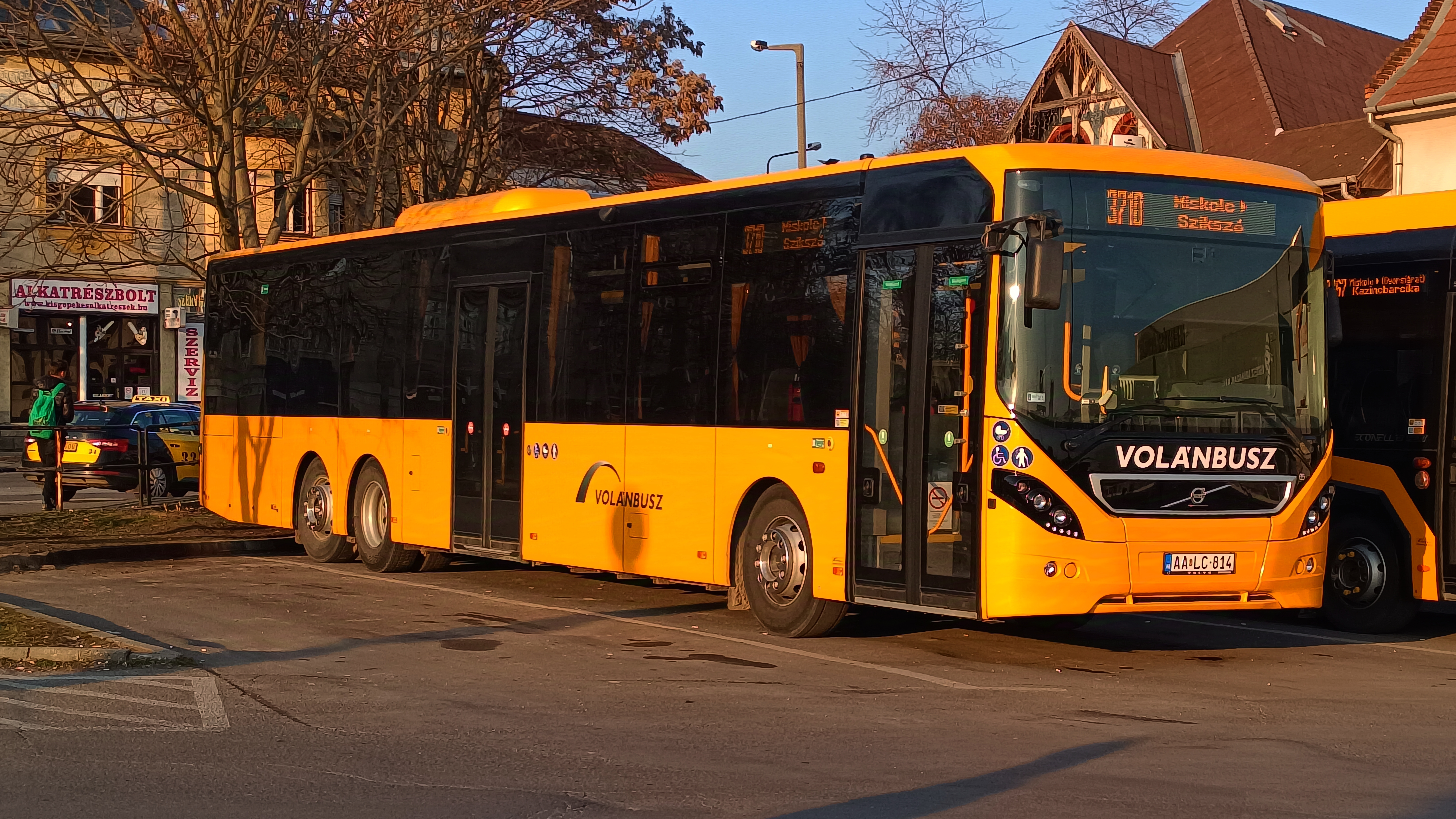
Iskolai időszakban és szombaton megfordul Volvo 8900-as autóbusz is

Ezek utún 3 kilométeren belül szintén a Vadász-patak kanyarulatain fekvő Homrogdra érkezik, az északi részében helyet foglaló buszfordulójában ér célba. 

## Közlekedése
Indításai legfőképpen munkaszüneti napokon történnek, kizárólag betétjárati szerepeket tölt be. A borsodi városba, Szikszóra sok másik autóbuszvonal is elvezet, többek között Cserehátot bejáró (3712, 3713, 3717, 3718, 3719), Aszalóig közlekedő (3715), Baktakéket feltáró (3716, 3719, 3722), Encsre is eljutást biztosító (3720, 3722, 3723, 3728), Halmajon át ingázó (3721) és egészen Hidasnémetiig közvetlen eljutást nyújtó (3723) járatok is, összevetve magas indításszámokkal. Homrogdot szintén nem egy vonal keresztezi (3712, 3713, 3717, 3718). 

### Törzsjárművei
Miskolc és Szikszó, valamint Homrogd között egyaránt szóló és csuklós autóbuszok is közlekednek.
- az LSV-292 rendszámú Ikarus E134,
- az LVJ-227 rendszámú Ikarus E134,
- az LWA-389 rendszámú Ikarus E134,
- az SSM-535 rendszámú Credo Econell 12,
- az AA JB-318 rendszámú Credo Econell 18 Next,
- az AA JB-572 rendszámú Credo Econell 12,
- az AA LC-814 rendszámú Volvo 8900,
- az AA LC-816 rendszámú Volvo 8900 autóbuszok.

| Viszonylat                               | Indításszám     | Közlekedési rend          |
| ---------------------------------------- | --------------- | ------------------------- |
| Miskolc, aut. áll. – Szikszó, aut. ford. | 3 oda, 2 vissza | tanítási napokon          |
| Miskolc, aut. áll. – Szikszó, aut. ford. | 1 pár           | tanszünetben munkanapokon |
| Miskolc, aut. áll. – Szikszó, aut. ford. | 1 pár           | szabadnapokon             |
| Miskolc, aut. áll. – Szikszó, aut. ford. | 2 pár           | munkaszüneti napokon      |
| Miskolc, aut. áll. ➝ Alsóvadász, kh.     | 1 oda           | munkanapokon              |
| Miskolc, aut. áll. – Homrogd, aut. ford. | 1 oda           | tanítási napokon          |
| Miskolc, aut. áll. – Homrogd, aut. ford. | 2 oda, 1 vissza | tanszünetben munkanapokon |
| Miskolc, aut. áll. – Homrogd, aut. ford. | 2 pár           | munkaszüneti napokon      |

## Megállóhelyei
| 0  | Miskolc, autóbusz-állomás végállomás           | 0.0 km  | 1, 1G, 3, 3A, 4, 7, 11, 12G, 20, 20A, 24, 28, 32, 34G, 35, 43, 44, 45, 101B, 900, 914, 935 1050, 1053, 1369, 1370, 1372, 1373, 1374, 1375, 1376, 1377, 1380, 1381, 1383, 1384, 1410, 1411 3700, 3701, 3702, 3703, 3704, 3705, 3706, 3707, 3708, 3709, 3711, 3712, 3714, 3715, 3716, 3717, 3718, 3719, 3720, 3721, 3722, 3723, 3724, 3726, 3727, 3728, 3729, 3730, 3731, 3733, 3734, 3735, 3736, 3737, 3738, 3739, 3740, 3741, 3742, 3743, 3744, 3745, 3746, 3747, 3748, 3749, 3750, 3751, 3752, 3753, 3754, 3755, 3757, 3760, 3761, 3764, 3765, 3766, 3767, 3770, 3772, 3773, 3774, 3775, 3776, 3777, 4019 |
| 1  | Miskolc, Baross Gábor utca                     | 1.5 km  | 7, 8 3706, 3712, 3715, 3716, 3717, 3718, 3719, 3720, 3721, 3722, 3723, 3724, 3726, 3727, 3728, 3729, 3730, 3731, 3733, 3734, 3735, 3736, 3737 |
| 2  | Miskolc, Szondi György utca                    | 2.0 km  | 1, 1G, 3A, 7, 8, 12G, 14G, 20, 21, 21G, 30, 31, 32, 34G, 35, 35G, 101B, 900, 901, 935, Auchan 1 3706, 3712, 3715, 3716, 3717, 3718, 3719, 3720, 3721, 3722, 3723, 3724, 3726, 3727, 3728, 3729, 3730, 3731, 3733, 3734, 3735, 3736, 3737 |
| 3  | Miskolc, Fonoda utca                           | 2.3 km  | 7 3706, 3712, 3715, 3716, 3717, 3718, 3719, 3720, 3721, 3722, 3723, 3724, 3726, 3727, 3728, 3729, 3730, 3731, 3733, 3734, 3735, 3736, 3737 |
| 4  | Miskolc, Metro áruház                          | 3.3 km  | 7 3706, 3712, 3715, 3716, 3717, 3718, 3719, 3720, 3721, 3722, 3723, 3724, 3726, 3727, 3728, 3729, 3730, 3731, 3733, 3734, 3735, 3736, 3737 |
| 5  | Miskolc, Auchan áruház                         | 3.8 km  | 7, Auchan 1 3706, 3712, 3715, 3716, 3717, 3718, 3719, 3720, 3721, 3722, 3723, 3724, 3726, 3727, 3728, 3729, 3730, 3731, 3733, 3734, 3735, 3736, 3737 |
| 6  | Felsőzsolca, ipari park bejárati út            | 7.5 km  | 3712, 3715, 3716, 3717, 3718, 3719, 3720, 3721, 3722, 3723, 3728 |
| 7  | Felsőzsolca, 3-as számú út, 186-os kilométer   | 8.2 km  | 3712, 3715, 3716, 3717, 3718, 3719, 3720, 3721, 3722, 3723, 3728 |
| 8  | Szikszó, Turul                                 | 11.2 km | 3712, 3715, 3716, 3717, 3718, 3719, 3720, 3721, 3722, 3723, 3728 |
| 9  | Ongaújfalui elágazás                           | 12.9 km | 3712, 3715, 3716, 3717, 3718, 3719, 3720, 3721, 3722, 3723, 3728 |
| 10 | Szikszó, Hell Energy Kft.                      | 14.1 km | 3712, 3715, 3716, 3717, 3718, 3719, 3720, 3721, 3722, 3723, 3728 |
| 11 | Szikszó, Miskolci utca 83.                     | 15.5 km | 3712, 3715, 3716, 3717, 3718, 3719, 3720, 3721, 3722, 3723, 3728 |
| 12 | Szikszó, gimnázium                             | 16.2 km | 3712, 3715, 3716, 3717, 3718, 3719, 3720, 3721, 3722, 3723, 3728 |
| 13 | Szikszó, Rákóczi út Penny                      | 16.9 km | 3712, 3715, 3716, 3717, 3718, 3719, 3720, 3721, 3722, 3723, 3728 |
| 14 | Szikszó, Táncsics utca                         | 17.2 km | 3712, 3713, 3715, 3716, 3717, 3718, 3719, 3720, 3721, 3722, 3723, 3728 |
| ∫  | Szikszó, autóbusz-forduló vonalközi végállomás | ∫       | 3715, 3716, 3719, 3720, 3721, 3722, 3723, 3728 |
| 15 | Szikszó, malom                                 | 18.1 km | 3712, 3713, 3717, 3718 |
| 16 | Szikszó, SZATEV telep                          | 18.9 km | 3712, 3713, 3717, 3718 |
| 17 | Alsóvadász, Fő út 143.                         | 21.4 km | 3712, 3713, 3717, 3718 |
| 18 | Alsóvadász, községháza vonalközi végállomás    | 22.1 km | 3712, 3713, 3717, 3718 |
| 19 | Alsóvadász, Béke utca                          | 22.8 km | 3712, 3713, 3717, 3718 |
| 20 | Homrogd, újtanya                               | 25.8 km | 3712, 3713, 3717, 3718 |
| 21 | Homrogd, Kossuth utca 34.                      | 26.6 km | 3712, 3713, 3717, 3718 |
| 22 | Homrogd, faluház                               | 27.5 km | 3712, 3713, 3717, 3718 |
| 23 | Homrogd, körzeti iskola                        | 28.1 km | 3712, 3713, 3717, 3718 |
| 24 | Homrogd, autóbusz-forduló végállomás           | 28.5 km | 3712, 3713, 3717, 3718 |